# Jeonju Gymnasium
Jeonju Gymnasium – przeznaczona do koszykówki hala sportowa znajdująca się w mieście Jeonju, w Korei Południowej. 
W tej hali swoje mecze rozgrywa drużyna Jeonju KCC. Hala została oddana do użytku w roku 1983, może pomieścić 4 291 widzów.